# 1690
Епоха великих географічних відкриттів •  Перша наукова революція • Річ Посполита •  Запорозька Січ •  Руїна

## Геополітична ситуація
Османську імперію очолює Сулейман II (до 1691). Під владою османського султана перебувають Близький Схід та Єгипет, Середземноморське узбережжя Північної Африки, частина Закавказзя, значні території в Європі: Греція, Болгарія та Сербія. Васалами османів є Волощина та Молдова.
Священна Римська імперія — наймогутніша держава Європи. Її територія охоплює, крім німецьких земель, Угорщину з Хорватією, Богемію, Північну Італію. Її імператор — Леопольд I Габсбург (до 1705).
Габсбург Карл II Зачарований є королем Іспанії (до 1700). Йому належать Іспанські Нідерланди, південь Італії, Нова Іспанія, Нова Гранада та Нова Кастилія в Америці, Філіппіни. Королем Португалії є Педру II (до 1706). Португалія має володіння в Бразилії, в Африці, в Індії, в Індійському океані й Індонезії.
Північ Нідерландів займає Республіка Об'єднаних провінцій. Вона має колонії в Північній Америці, Індонезії, на Формозі та на Цейлоні. Король Франції — Людовик XIV (до 1715). Франція має колонії в Північній Америці. Король Англії — Вільгельм III Оранський (до 1702). Англія має колонії в Північній Америці, на Карибах та в Індії. Король Данії та Норвегії — Кристіан V (до 1699), король Швеції — Карл XI (до 1697). На Апеннінському півострові незалежні Венеціанська республіка та Папська область. Король Речі Посполитої — Ян III Собеський (до 1696). Формально царями Московії є Іван V (до 1696) та Петро I, фактичну владу за відсутності Петра та байдужості Івана здійснює Наталія Наришкіна.
Україну розділено по Дніпру між Річчю Посполитою та Московією. Діють два гетьмани: Григорій Гришко (польський протекторат) на Правобережжі, Іван Мазепа (московський протекторат) на Лівобережжі. На півдні України існує Запорозька Січ. Існують Кримське ханство, Ногайська орда.
В Ірані правлять Сефевіди.
Значними державами Індостану є Імперія Великих Моголів, в якій править Аурангзеб, Імперія Маратха. В Китаї править Династія Цін. У Японії триває період Едо.

## Події

### В Україні
- Московський собор наклав анафему на «киевские новые книги» — книги Петра Могили, Кирила Ставровецького, Іоаникія Галятовського, Лазара Барановича, Антіна Радивиловського, Єпіфанія Славинецького та інших, писані тодішньою українською літературною мовою.
- Кошовим отаманом Січі знову обрано Івана Гусака.

### У світі
- Йозефа I Габсбурга проголошено римським королем.
- 3 лютого в англійській колонії Массачусетс вперше в Америці увійшли в обіг паперові гроші. Їх використовували для оплати солдат-найманців у війні з Квебеком.
- 12 липня у битві на річці Бойн армія протестантів Вільгельма Оранського розбила армію колишнього короля Англії католика Якова II.
- Війна Аугсбурзької ліги:
  - Французький флот завдав поразки англійському в битві при Бічі-Гед.
  - Французькі війська спалили місто Тінмут в Девоні. Це був останній напад французів на Англію в історії.
  - Англійці захопили у французів Акадію.
  - Массачусетські пуритани на чолі з Вільямом Фіпсом напали на місто Квебек, але зазнали невдачі.
- Велика турецька війна:
  - Османи відбили в австрійців Белград.
  - Сербський патріарх Арсеній ІІІ Черноєвич організував перше велике переселення сербів на територію імперії Габсбургів.
- Великим князем Трансильванії став за підтримки османів Імре Текелі.
- Британська Ост-Індійська компанія заснувала в Індії поселення Сутануті, з якого виросло місто Колката.
- Могольський військовик Якут Хан зніс англійський форт у Мумбаї.
- почалася Перша ойратсько-манчжурська війна.

### Наука та культура
- У Лондоні засновано банк Barclays.
- Джон Флемстид спостерігав планету Уран, але класифікував її як зірку.
- Французький дослідник Дені Папен збудував паровий двигун.
- Джованні Кассіні помітив диференціальне обертання в атмосфері Юпітера.
- У Бостоні вийшов єдиний номер першої багатосторінкової газети Publick Occurrences Both Forreign and Domestick.
- Ісаак Ньютон пише працю «Історичне простеження двох помітних спотворень Святого Письма»

## Народились
див. також Категорія:Народились 1690

## Померли
див. також Категорія:Померли 1690
- 25 квітня — У Брюсселі у віці 80 років помер Давид Тенірс Молодший